# Castor (raketový stupeň)

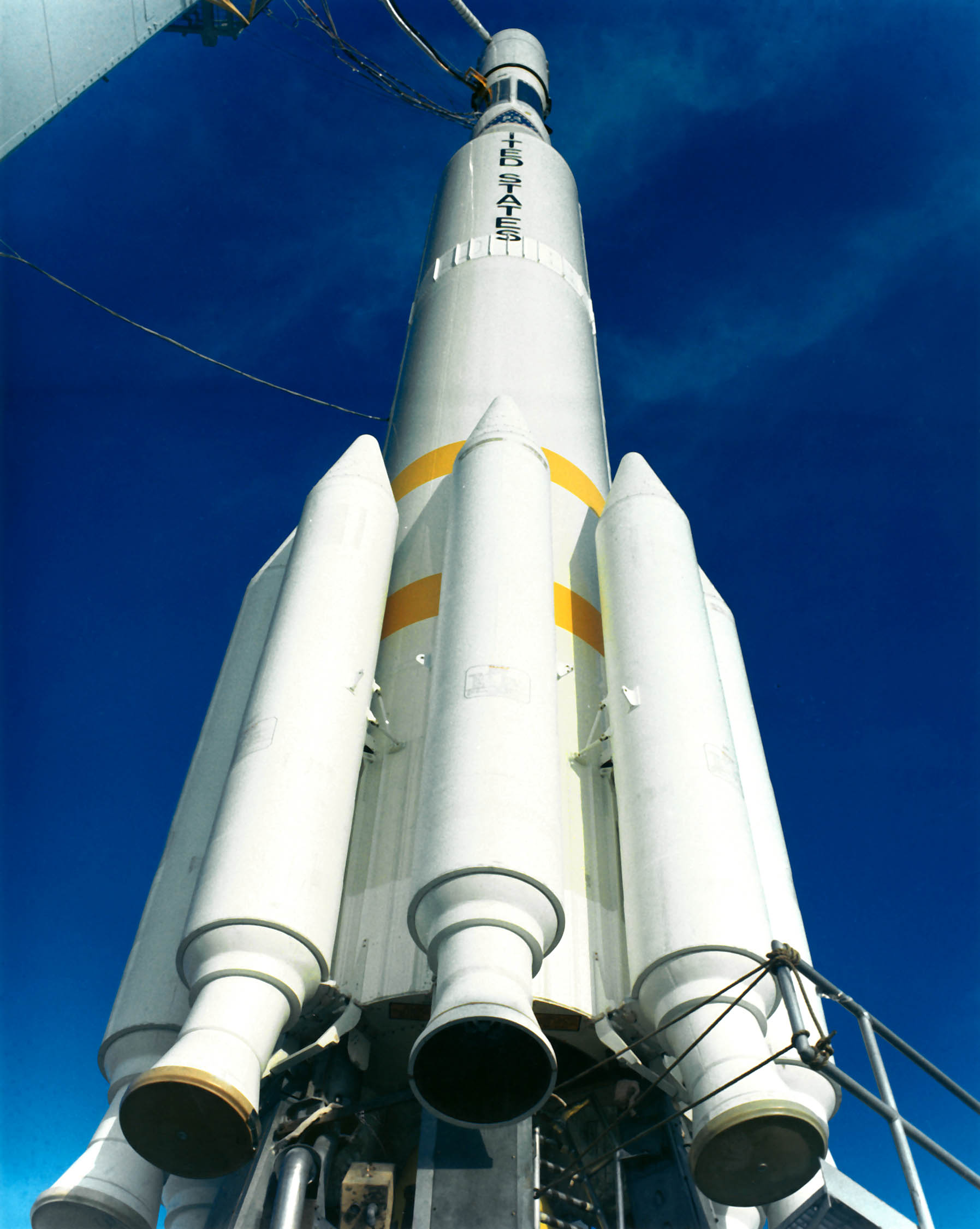
Raketa Delta 900 s devíti pomocnými motory Castor 2

Castor je pomocný raketový motor na tuhé pohonné látky. Design je odvozen z armádní střely krátkého dosahu MGM-29 Sergeant, která byla vyvinuta v JPL (Jet Propulsion Laboratory). Byl používán na mnoha raketách a vyráběl se v několika verzích. Výrobu zajišťovala společnost Thiokol.

## Castor 1
Byl poprvé použit jako druhý stupeň rakety Scout X-1, 2. září 1960. Používal se jako pomocný startovací motor raket Thor a raket z nich odvozených, jako například Delta-D a Thor-Agena. Celkový počet startů raket, používajících Castor 1 je 141, jelikož rakety Thor a Delta používaly většinou tři pomocné motory, je celkový počet použitých motorů 586. Motor selhal pouze dvakrát. Poslední start se konal roku 2007, kdy sloužil jako druhý stupeň sondážní rakety Talos Castor.

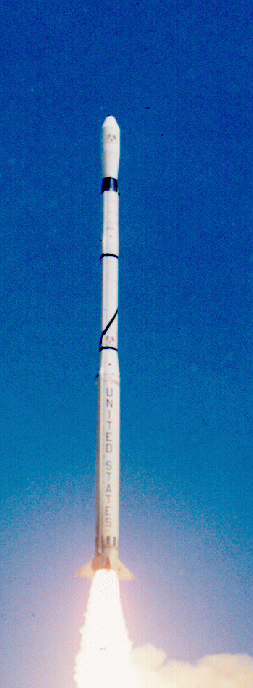
Raketa Scout X-3, druhý stupeň je Castor 1

### Specifikace
- tah (vakuum): 286 kN
- specifický impuls (vakuum): 247 s (2420 N.s/kg)
- specifický impuls (hladina moře): 232 s (2280 N.s/kg)
- doba hoření: 27 sekund
- hmotnost (prázdná): 535 kg
- délka: 5,92 m
- průměr: 0,79 m

## Castor 2
Jedná se o vylepšenou verzi Castoru 1, byl používán na raketách Scout, Delta-E a japonských raketách N-I, N-II a H-I. Délka stupně mohla být podle potřeby zvětšena až na 6,27 metru. Poslední start se konal v roce 1994. Celkem startovalo 939 Castorů 2.

### Specifikace
- tah (vakuum): 258 kN
- specifický impuls (vakuum): 262 s (2570 N.s/kg)
- specifický impuls (hladina moře): 232 s (2280 N.s/kg)
- doba hoření: 37 sekund
- hmotnost (prázdná): 695 kg
- délka: 5,92 – 6,27 m
- průměr: 0,79 m

## Castor 4
Poslední používaná verze, primárně byl používán jako pomocný motor raket Delta a Atlas IIAS. Vyráběl se v několika variantách. První Castor 4 startoval roku 1975, později byl upraven na výkonnější verzi 4A. Zvýšení výkonnosti bylo dosaženo výměnou paliva HTPB za novější TX780. Souběžně s verzí 4A byla používána i verze 4B, která disponovala systémem směrování tahu. Nejvýkonnější variantou byl Castor 4XL, používaný od roku 2002 do roku 2007. Na raketách Delta byl v roce 1990 nahrazen motorem GEM 40. V nedávné době byl využíván evropskou sondážní raketou Maxus.

### Specifikace verze 4A
- tah (vakuum): 478 kN
- specifický impuls (vakuum): 266 s (2610 N.s/kg)
- specifický impuls (hladina moře): 237 s (2320 N.s/kg)
- doba hoření: 56 sekund
- hmotnost (prázdná): 1529 kg
- délka: 9,12 m
- průměr: 1,02 m